# Домодедовский рынок
Домоде́довский ры́нок — московский рынок, расположенный на Ореховом бульваре в районе Орехово-Борисово Южное.  
Домодедовский рынок был основан в начале 1990-х годов возле одноимённой станции метро. Изначально он представлял собой типовое крытое здание с прилегающими к нему ларьками и торговыми рядами под открытым небом. Ассортимент товаров был типичен для московских рынков 1990-х и начала 2000-х годов: продукты питания, одежда, бытовая химия, товары повседневного обихода. С 2001-го рынком стала управлять холдинговая компания «Автобан и Ко».
Начиная с 2006 года, после принятия закона о закрытии всех рынков под открытым небом в Москве, стала распространяться информация о возможном сносе Домодедовского рынка. Чтобы продолжить работу, он должен был переехать в капитальное здание. Несмотря на удалённость от центра Москвы, рынок пользовался популярностью среди горожан благодаря относительно низким ценам, широкому ассортименту продуктов и наличию бесплатной парковки. Полностью избавиться от рядов под открытым небом не удалось, в то же время, начиная с 2015 года, торговые ряды были существенно обновлены, уличные прилавки переоборудовали в мини-магазины в едином стиле, построили дополнительное крытое здание, формально обойдя закон. Закрывать рынок не стали, так как он продолжал играть свою роль как важная торговая точка на юге Москвы.
По состоянию на 2018 год, рынок состоит из трёх зданий, комплекса мини-магазинов и уличных рядов. Один из корпусов занимает торговля мясом, рыбой и морепродуктами, в нём же находится несколько лотков с сырами. Второй корпус — фермерский рынок с овощами, фруктами, соленьями, мёдом и продуктами азиатской кухни, там же находится столовая для работников рынка. Третий павильон имеет два этажа, в нём представлен широкий ассортимент товаров — от импортных сыров, белёвской пастилы, трав и специй до бытовой химии и косметики.
Зона уличной торговли стилизована под русскую деревянную избу и предназначена для торговли сезонными и фермерскими продуктами: фруктами, овощами, грибами, ягодами. Цены на рынке остаются ниже, чем в среднем по Москве, что привлекает покупателей из других районов города, периодически здесь закупаются владельцы кафе и ресторанов.